# SEAT 133
De SEAT 133 was een compacte auto met achterin geplaatste motor die tussen 1974 en 1981 werd geproduceerd door de Spaanse fabrikant SEAT. Het was een van de meest betaalbare auto's in Spanje en werd geëxporteerd naar verschillende Europese landen waar hij werd verkocht als Fiat 133.

## Geschiedenis
De 133 werd gepresenteerd op de Autosalon van Barcelona in mei 1974 als opvolger van de SEAT 850, waarvan ook de bodemgroep en motor afkomstig waren. De carrosserie was in de stijl van de Fiat 126 maar was iets groter. De 133 had als nieuwigheid ten opzichte van zijn voorganger een gedeelde stuurkolom als een tegemoetkoming aan de passieve veiligheid. Sommige bronnen spreken van de eerste eigen ontwikkeling van de Spaanse fabrikant. SEAT had tot aan de scheiding van het Fiat-concern aan het begin van de jaren tachtig overwegend Fiat-modellen in licentie geproduceerd. Daarom was het voor de fabrikant op dat moment erg belangrijk om een onafhankelijk model te ontwikkelen. De Fiat 126 was een evolutie van de Fiat Nuova 500 met luchtgekoelde tweecilindermotor, terwijl de SEAT 133 een watergekoelde viercilinder had.
De achterin gemonteerde viercilinder lijnmotor met een inhoud van 843 cc werd gecombineerd met een vierversnellingsbak en werd aangeboden in drie vermogensvarianten: als "normaal" (DG) met een vermogen van 34 pk (25 kW) of als "super" (DB) met 37 pk (27 kW) en verhoogde compressie. Deze modellen hadden trommelremmen voor en achter, wat voldoende was bij de topsnelheden van 120 km/u respectievelijk 125 km/u. Voor de Spaanse markt werd een andere versie aangeboden met een dubbele carburateur en schijfremmen voor. Dit "Especial" genaamde model had 43 pk (32 kW) bij 6400 tpm, goed voor een topsnelheid van 135 km/u.
Ook voor de Spaanse markt waren er twee uitrustingsniveaus, de Normal en Especial met normale carrosserie en de Lujo en Especial Lujo met grotere bumpers voor en achter respectievelijk kunststof beplating op de voor- en achterpanelen.
De SEAT 133 werd vanaf het najaar van 1974 naar meerdere landen geëxporteerd, waaronder Nederland, West-Duitsland en Groot-Brittannië. Deze landen beschikten op dat moment niet over een SEAT-dealernetwerk, de auto's werden daarom gerebadged als Fiat 133 en naast de Fiat 126 en de voorwielaangedreven 127 op de markt gebracht. De 133 was een alternatief voor kopers met een voorkeur voor achterwielaandrijving. Er werden ongeveer 127.000 exemplaren geëxporteerd naar verschillende Europese landen en naar Egypte, meestal onder de naam Fiat.
Medio 1980 werd de productie van de SEAT 133 gestaakt ten gunste van de SEAT Panda, die later werd doorontwikkeld tot de SEAT Marbella. Van 1977 tot 1981 bouwde ook de Argentijnse Fiat-dochteronderneming Fiat Concord de 133 onder de naam Fiat.

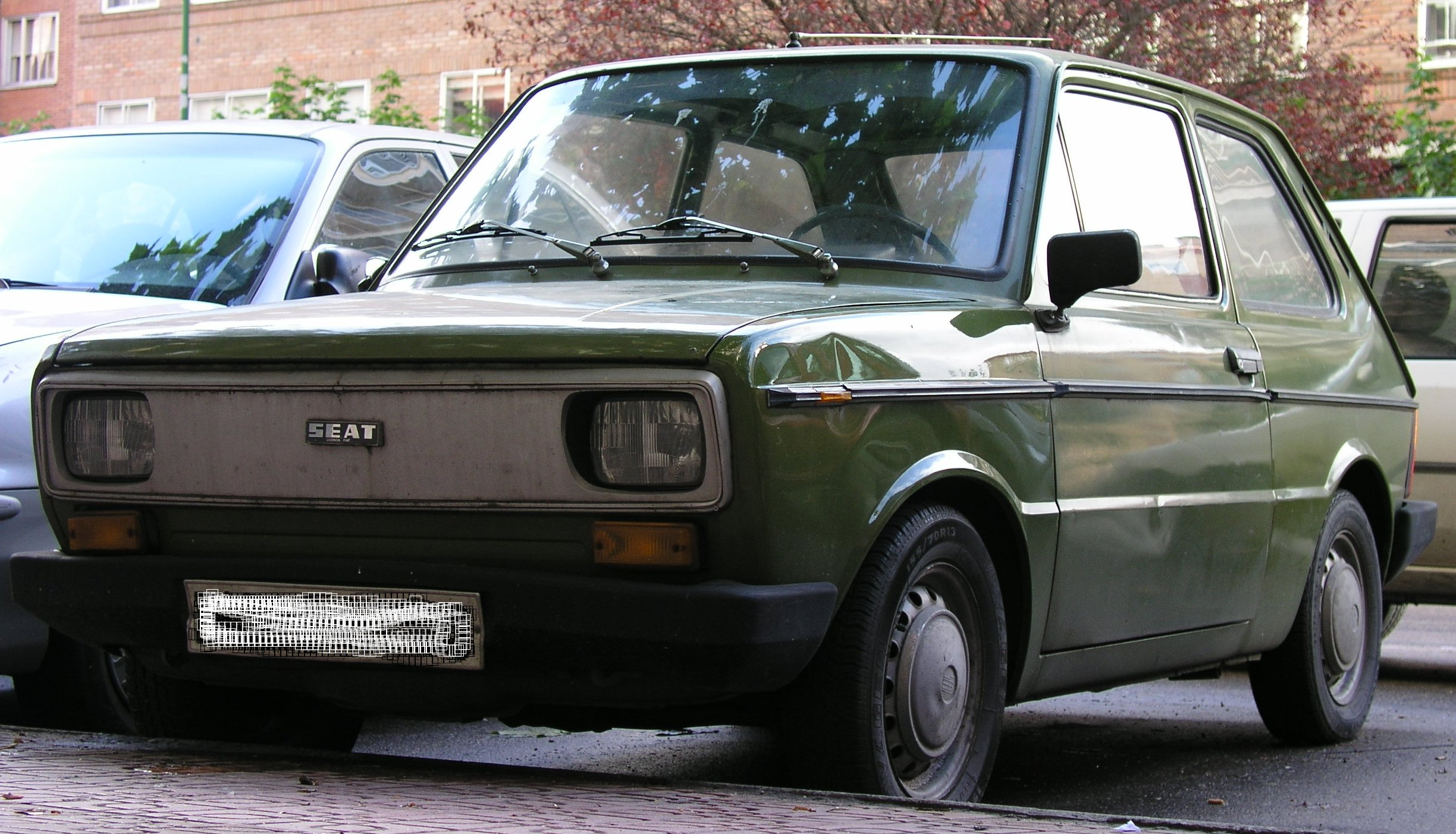
SEAT 133 L, vooraanzicht
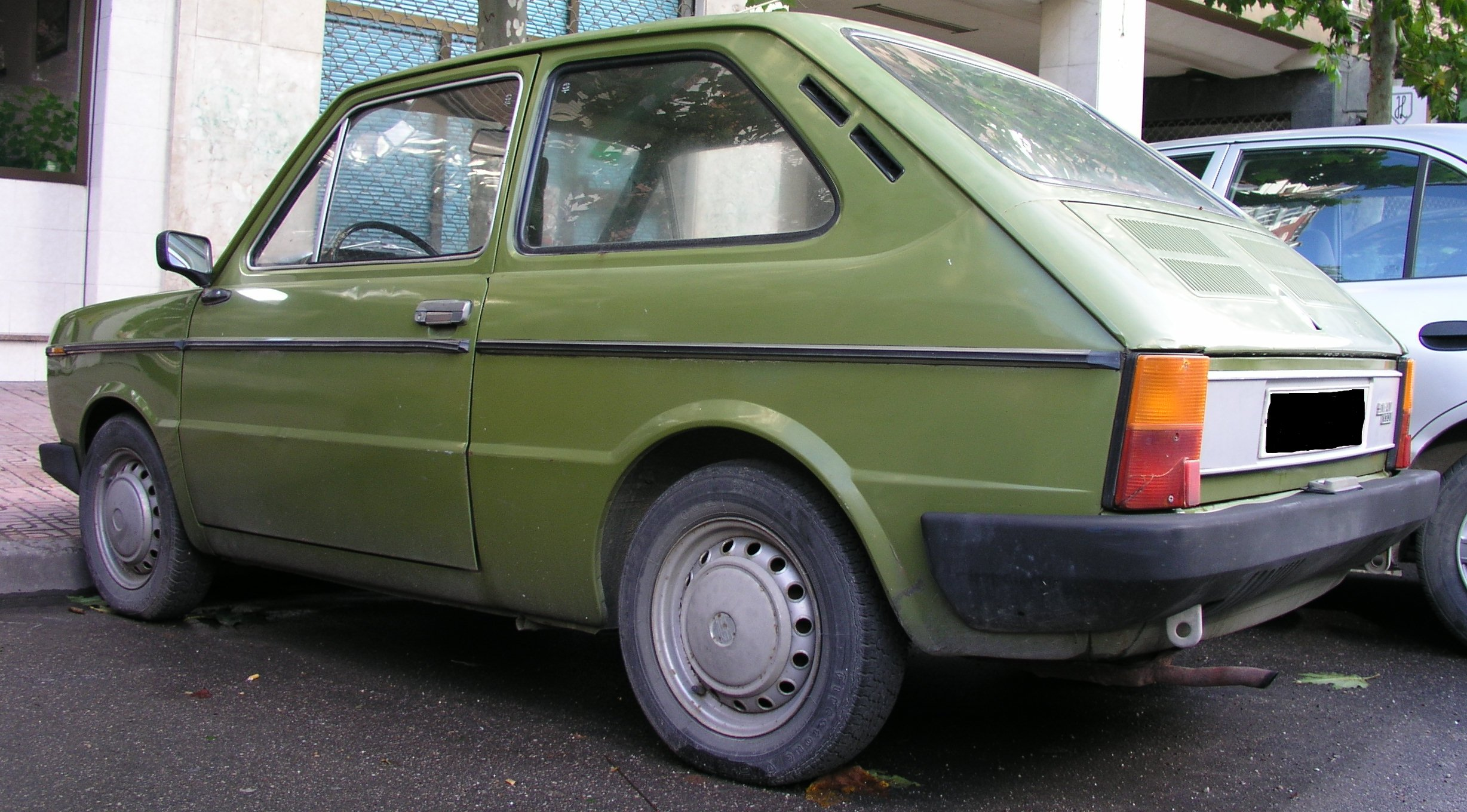
SEAT 133 L, achteraanzicht

Huidige modellen:
Ibiza · 
Arona ·
Leon ·  
Ateca ·
Tarraco
Oudere modellen:
600 · 
850 · 
1200 · 
1400 · 
1430 · 
1500 · 
124 · 
127 · 
128 · 
131 · 
132 · 
133 · 
Ritmo · 
Ronda · 
Fura · 
Málaga · 
Panda · 
Marbella · 
Terra · 
Inca · 
Arosa · 
Córdoba · 
Toledo · 
Altea (XL) · 
Exeo · 
Alhambra ·
Mii
Huidige modellen: 
124 Spider ·
500 ·
500e ·
500L ·
500X ·
600 ·
Aegea ·
Argo ·
Cronos · 
Doblò · 
Ducato ·
Fiorino ·
Fullback ·
Linea ·
Palio · 
Panda · 
Punto · 
Qubo ·
Scudo · 
Siena ·
Strada ·
Tipo · 
Ulysse
Historische modellen na de Tweede Wereldoorlog: 
124 · 
125 · 
126 · 
127 · 
128 · 
130 · 
131 · 
132 · 
133 · 
147 · 
148 · 
242 ·
500 ·
600 · 
600 Multipla · 
850 · 
1100 · 
1200 · 
1300/1500 · 
1400/1900 · 
1800/2100 · 
2300 · 
Albea ·
Argenta · 
Barchetta · 
Bianchina ·
Bravo · 
Brío · 
Campagnola · 
Cinquecento · 
Coupé · 
Croma · 
Dino · 
Duna · 
Elba ·
Fiorino ·
Freemont ·
Grande Punto ·
Idea ·
Marea · 
Marengo · 
Mod 5 · 
Multipla · 
Oggi · 
Panorama · 
Penny · 
Prêmio · 
Regata · 
Ritmo · 
Sedici ·
Seicento · 
Spazio · 
Stilo ·
Talento · 
Tempra · 
Tipo · 
Turbina · 
Uno · 
Vivace · 
X1/9
Historische modellen voor de Tweede Wereldoorlog: 
1 · 
1T · 
10 HP · 
12 HP · 
24 HP · 
2B Torpedo · 
4 HP · 
501 · 
502 · 
503 · 
505/507 · 
508 · 
509 · 
510/512 · 
514 · 
515 · 
518 · 
519 · 
520 · 
521 · 
522 · 
524 · 
525 · 
527 · 
60 HP · 
70 · 
801 · 
1100 · 
1500 · 
2800 · 
Brevetti · 
Laundolet · 
Modello O · 
Tipo 2 · 
Tipo Torpedo · 
Topolino · 
Zero